# Gavin Vlijter
Gavin Vlijter (Paramaribo, 12 febbraio 1997) è un calciatore surinamese, centrocampista del De Treffers.

## Caratteristiche tecniche
È un esterno sinistro.

## Carriera
Cresciuto nelle giovanili del Fortuna Sittard, ha esordito in prima squadra il 23 marzo 2015 in occasione del match di Eerste Divisie perso 3-0 contro lo Sparta Rotterdam; tra il 2014 ed il 2018 segna in totale 3 gol in 36 partite in Eerste Divisie, esordendo in Eredivisie nella stagione 2018-2019.